# Macchi M.7

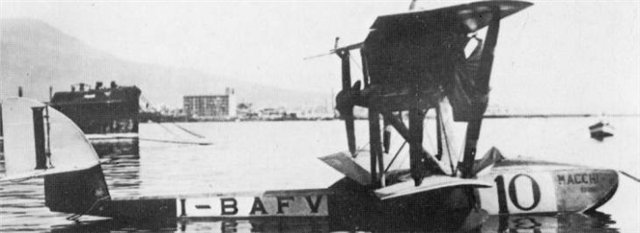
Macchi M.7bis race-uitvoering

De  Macchi M.7 was een Italiaanse gevechts-vliegboot. De eenmotorige tweedekker was een ontwerp van Alessandro Tonini en werd gebouwd door vliegtuigfabriek Aeronautica Macchi. De eerste vlucht vond plaats in 1918. 
De M.7 was de opvolger van de Macchi M.5. De M.7 had een aangepaste romp en werd aangedreven door een watergekoelde Isotta Fraschini motor met duwpropeller. Vanwege het einde van de Eerste Wereldoorlog zijn er slechts 17 geleverd aan de Italiaanse marine. Negen exemplaren zijn geëxporteerd naar Zweden (4), Argentinië (2) en Brazilië (3).
In 1920 won een speciale race-uitvoering van de M.7, de lichtere M.7bis met kortere vleugels, de Schneider Trophy in Venetië.
In 1923 verliet de herziene M.7ter-variant de fabriek. De M.7ter had een nieuw ontworpen romp, nieuwe vleugels en een aangepaste staart. De M7ter AR was uitgevoerd met wegklapbare vleugels, waardoor deze kon opereren vanaf marineschepen. Tot 1940 is de Macchi M.7 in gebruik gebleven bij civiele vliegscholen.